# Figueira (Duque de Caxias)
Figueira é o nome popular e conhecido do bairro Chácaras Rio-Petrópolis (nome oficial nos sistemas de CEPs) e está localizado no município de Duque de Caxias. 
A Figueira conta com a Estrada Velha do Pilar, que liga a entrada do bairro ate a estrada São Lourenço (e esta vai até o bairro Capivari). Figueira também é cortada pelo Rio Calombé, que sofre com a poluição, mas também com incêndios em seu leito, causados pelo despejo em suas águas de produtos químicos inflamáveis. Esta situação do rio representa perigo para os moradores do bairro.
Em 2012, o bairro ganhou uma unidade do FAETEC Digital.